# Luis Núñez
Luis Núñez (San Lorenzo, 3 de maio de 1980) é um ex-futebolista paraguaio que atuava como meia.

## Carreira
Luis Núñez integrou a Seleção Paraguaia de Futebol na Copa América de 2001.